# Piratininga (Niterói)
Piratininga é um bairro nobre de classe média e classe média alta pertencente a cidade de Niterói, no estado do Rio de Janeiro, no Brasil. Localiza-se no entorno da lagoa de mesmo nome, entre o oceano Atlântico, a serra Grande e o morro da Viração, limitando-se com os bairros niteroienses de Camboinhas, Itaipu, Cafubá, Charitas e Jurujuba.

## História
O bairro, originado em parte da sesmaria doada a Cristóvão Monteiro, tinha na pesca a sua atividade mais marcante, tendo inclusive sediado uma colônia de pescadores na localidade conhecida como Tibau. O próprio nome do bairro, Piratininga, remete a essa atividade, pois é um termo tupi que significa "secagem de peixe". Com o surgimento das grandes fazendas na região, como a fazenda do Saco, pertencente aos padres jesuítas e a fazenda Piratininga, pertencente a Manuel de Frias e Vasconcelos, a área passou a produzir açúcar, aguardente e café, além de culturas de subsistência. Essa produção seguia, por terra ou mar, até a enseada de Jurujuba e, de lá, até a cidade do Rio de Janeiro.

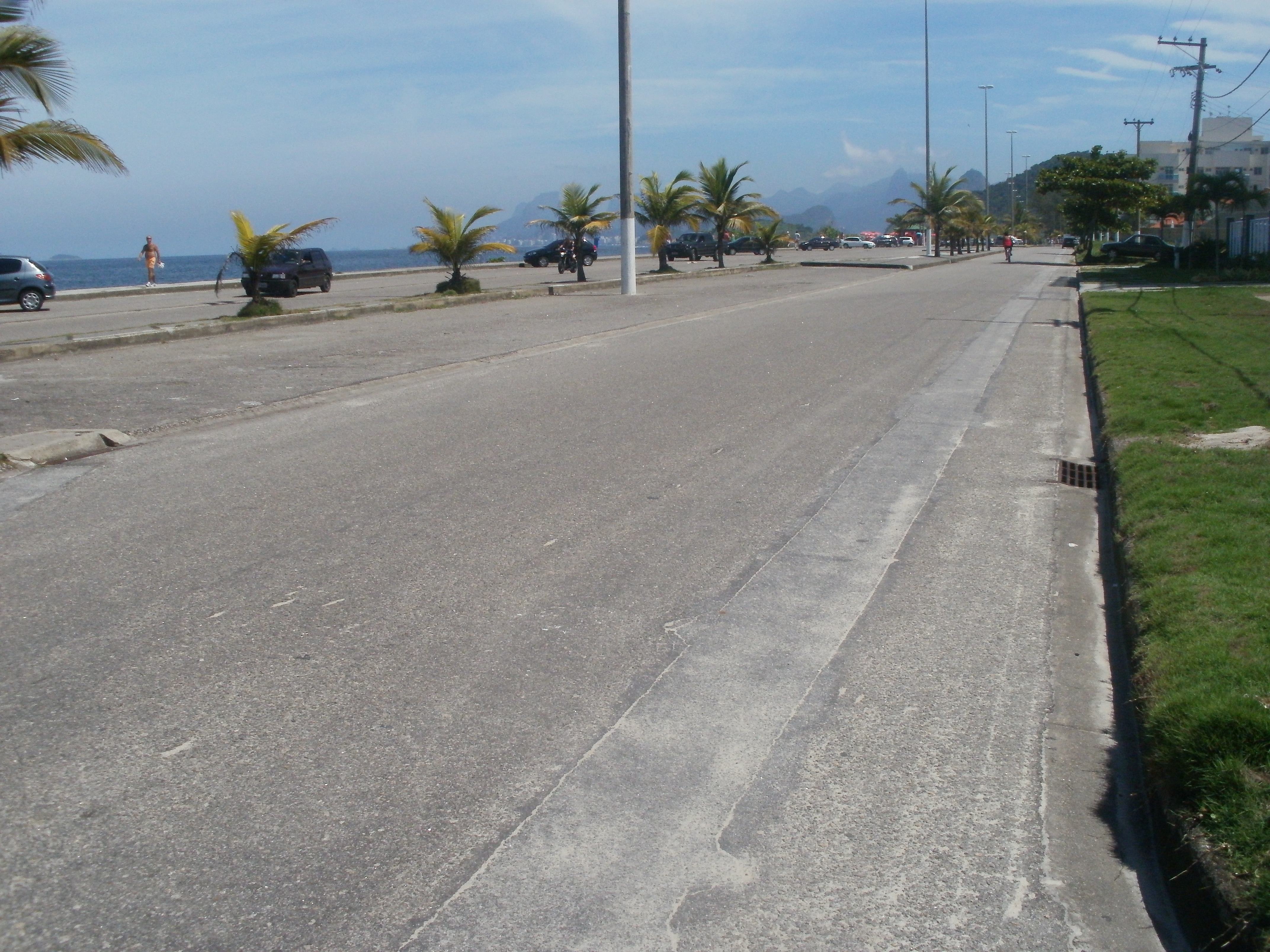
Avenida Almirante Tamandaré, na praia de Piratininga.

Com o passar do tempo, o interesse pela área tornou-se crescente e, a partir da década de 1960, vários loteamentos surgiram. Durante o processo de nova configuração espacial do bairro, os posseiros sempre tiveram presença marcante, sendo, até hoje, motivo de impasse envolvendo as empresas imobiliárias, proprietários e o poder público. A área ao redor da lagoa de Piratininga é a de maior conflito e também a que reúne o maior contingente de população de baixa renda.
Desde a década de 1970, o bairro vem sendo ocupado por população de classe média, em virtude da melhoria das vias de acesso e da beleza do lugar: a praia, a lagoa, as ilhas, os costões e vegetação de restinga. Essa rápida ocupação já acabou com o extenso areal, com as pitangueiras e com os coqueiros que existiam.
Destacam-se, ainda, em seus limites, a praia do Imbuí e o forte D. Pedro II do Imbuí, cuja entrada principal dá-se através do bairro de Jurujuba e que fazia parte do sistema de defesa da entrada da baía de Guanabara.
Há cerca de quarenta anos, o navio Madalena, luxuoso transatlântico da Mala Real Inglesa, encerrando a sua viagem inaugural, chocou-se com uma das pedras Tijucas próximas à baía de Guanabara. Após o resgate dos passageiros, o navio soltou-se devido aos ventos e à maré. Na tentativa de salvá-lo, o navio partiu-se ao meio: uma parte afundou e a outra acabou encalhando nas areias da praia do Imbuí.
Na madrugada de 10 de novembro de 2018, um deslizamento de terra no Morro da Boa Esperança deixou cerca de 15 mortos. O acidente ocorreu devido ao escorregamento de uma grande pedra, após dias de muita chuva.

## População
Conforme dados obtidos através do censo do IBGE/1991, o bairro de Piratininga tem registrado, nas últimas décadas, uma das maiores taxas médias de crescimento populacional de todo o município. As taxas registradas nos períodos 1970/1980 e 1980/1991 foram consideravelmente superiores às médias do município para os mesmos períodos. Na década de 1970, a taxa média de crescimento de Piratininga esteve em por volta de 4,83%, o que representava o 14º maior crescimento entre os bairros de Niterói, enquanto que o município, em sua totalidade, registrava 2,55%. Já no período 1980/1991, o bairro obteve uma aceleração no crescimento se comparado ao período anterior, marcando a taxa de 11,08%, passando a ser o terceiro maior crescimento entre os bairros. O crescimento desse período foi ainda mais significativo quando comparado à taxa média do município, que foi de 0,85%.
O bairro de Piratininga apresenta um total de 9 268 habitantes, o que corresponde a 2,12% do total do município. A população é bastante equilibrada no que diz respeito a sua composição por sexo: os homens representam 49,18% da população, enquanto que as mulheres representam 50,82%. A análise da distribuição populacional por grupos de idade demonstra um elevado número de crianças e jovens (entre zero e dezenove anos), que correspondem a 38,10% do total de habitantes do local. Outra faixa bastante significativa é a que se situa entre vinte e 44 anos (adultos), que corresponde a 41,08% do total da população. A partir da faixa dos 45 anos, nota-se acentuada diminuição do número de habitantes nos grupos que se sucedem, ao ponto de a faixa correspondente aos idosos (sessenta anos em diante) somar apenas 7,77% da população do bairro.
Piratininga ocupa a 26ª posição no município no que diz respeito à taxa de alfabetização, com 88,93% de seus moradores alfabetizados. As faixas de idade mais jovens são as que apresentam as taxas mais elevadas.
Na situação de chefe de domicílio, Piratininga apresenta 82,46% de indivíduos do sexo masculino nesta categoria, enquanto 17,54% são do sexo feminino, sendo este o maior percentual de participação feminina na chefia domiciliar em toda a região Oceânica de Niterói. No que se refere ao rendimento do chefe de domicílio, Piratininga apresenta-se de forma bastante heterogênea, percebida pela distribuição do rendimento médio, de forma mais significativa, nas seguintes classes: 31,98% do total ganham até dois salários mínimos; 28,73% entre cinco e quinze e 12,33% ganham mais de vinte salários mínimos.

## Domicílios
O bairro de Piratininga possui 2 433 domicílios particulares permanentes, quase todos em casas isoladas ou de condomínio. Do total de domicílios particulares permanentes do local, 83,31% são próprios e apenas 6,54% são alugados, existindo, ainda, 10,15% sob outra forma de ocupação, entre os quais 236 são cedidos, provavelmente ocupados por caseiros.
Os domicílios do bairro de Piratininga apresentam características sanitárias que seguem o padrão predominante na região Oceânica, ou seja, a ausência de rede geral de água e esgoto. Do total de domicílios do bairro, 96,42% obtém sua água através de poços ou nascentes.
Com relação à instalação sanitária, 73,28% dos domicílios possuem fossa séptica, enquanto 26,72%, que correspondem a 650 domicílios, utilizam outros tipos de escoadouro: 329 domicílios, a fossa rudimentar; 160 domicílios, a vala; 49 domicílios, outras formas não discriminadas ; cem domicílios não possuem nenhum tipo de instalação e, em doze domicílios, o entrevistado não soube informar. A coleta de lixo alcança 84,96% dos domicílios. Do total, 10,64% têm, como fim, a queima no local e 4,40%, outras formas de coleta.

## Papel na região

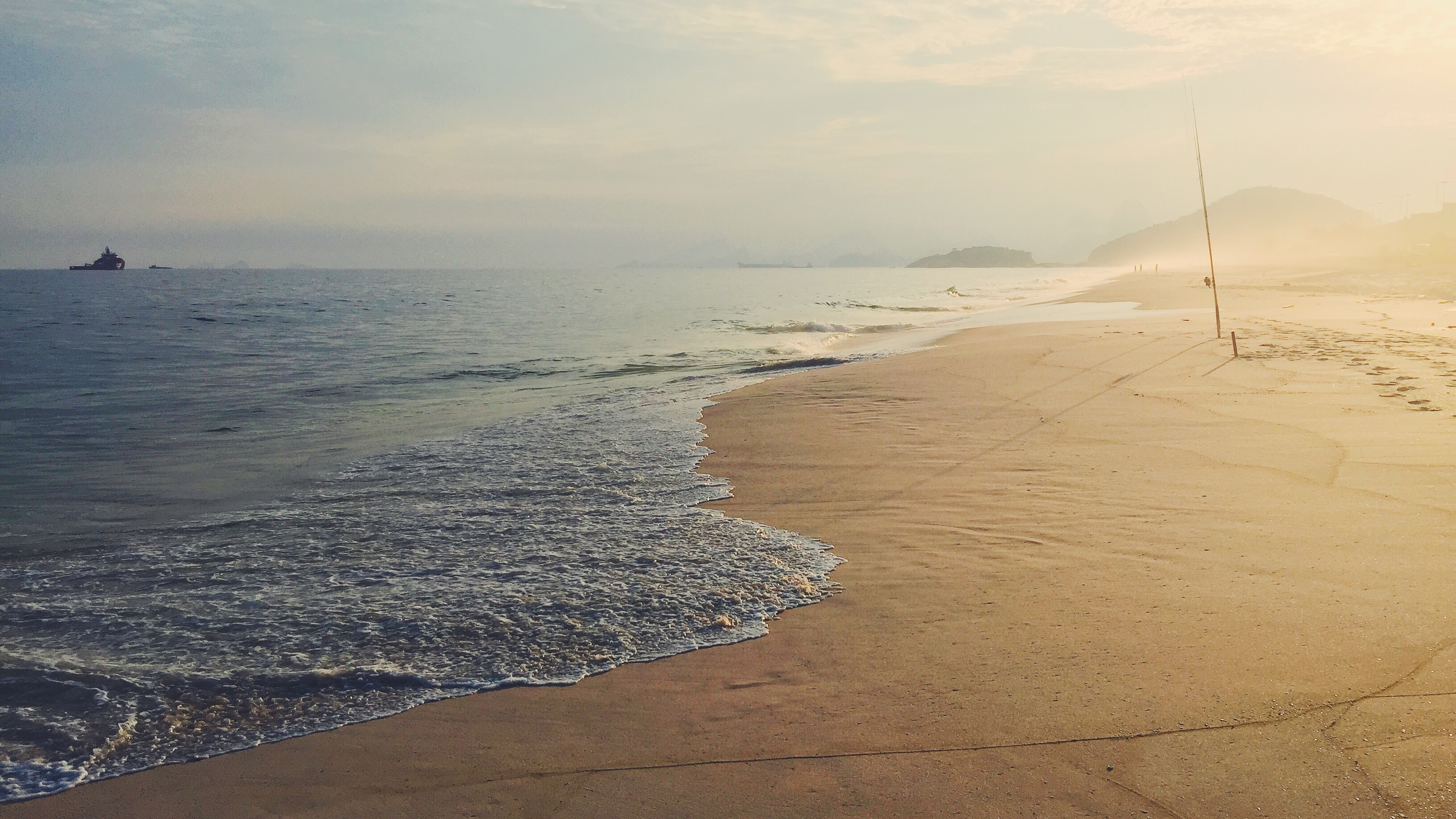
Praia de Piratininga

Piratininga tem assumido, no conjunto da região, um papel de destaque no que se refere principalmente à oferta de comércio e de serviços. O bairro possui um número significativo de supermercados, bares, restaurantes, lojas de materiais de construção, lojas de conveniência, agências de automóveis e outros, distribuídos ao longo de suas vias principais, ou ainda, concentrados em centros comerciais. Este fato, aliado à proximidade com as praias oceânicas, têm transformado o bairro num dos principais núcleos de lazer de todo o município. Destaca-se, ainda, como equipamento de lazer, o Iate Clube de Piratininga.
A localização espacial de Piratininga — "porta de entrada" da região Oceânica — é um elemento estratégico para o desenvolvimento do local. A antiga estrada Celso Peçanha, atual estrada Francisco da Cruz Nunes, a principal do bairro, é importante via de acesso aos outros bairros da região e às praias.
Quanto aos equipamentos públicos, encontramos no setor de educação a escola municipal Francisco Portugal Neves, que atende aos dois segmentos do ensino fundamental e a escola estadual Almirante Tamandaré, que atende ao primeiro segmento do ensino fundamental grau. O setor de saúde conta com duas unidades, sendo uma localizada próxima ao trevo de Piratininga e a outra, na localidade do Tibau.